# Лісотундра

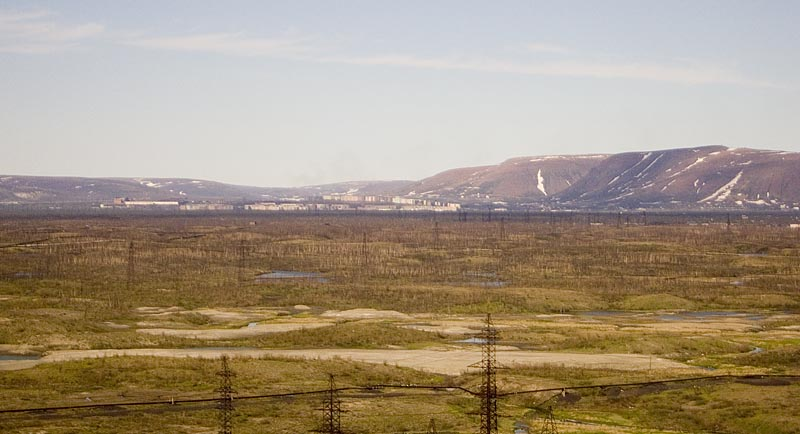
Приклад типового ландшафту лісотундри.

Лісоту́ндра — субарктичний тип ландшафту, в якому на межиріччях пригноблені рідколісся чергуються з чагарниковою або типовою тундрою. Різними дослідниками лісотундра вважається підзоною то тундри, то тайги, а останнім часом тундролісів. Ландшафти лісотундри простягаються смугою від 30 до 300 км шириною через всю Північну Америку і від Кольського півострова до басейну Індигірки, а на схід поширені фрагментарно. Попри малу кількість атмосферних опадів (200—350 мм), для лісотундри характерним є різке перевищення зволоження над випаровуванням, що обумовлює значну кількість озер— від 10 до 60 % площі підзони.
Середні температури повітря в липні 10 —12 °C, а в січні, залежно від наростання континентальності клімату, від −10° до −40 °C. За винятком рідкісних таликів ґрунти повсюдно багаторічномерзлі. Ґрунти торф'яно-глейові, торф'яно-болотні, а під рідколіссям- глеєво-підзолисті.

## Флора
Чагарникові тундри і рідколісся змінюються у зв'язку з меридіональною зональністю. У східній частині північноамериканської лісотундри разом з карликовими березами і полярними вербами ростуть чорна і канадська ялини, а на заході бальзамічна ялиця; на Кольському півострові— бородавчата береза; схід до Уралу — ялина; в Західному Сибіру — ялина з сибірською модриною; схід Путорана — даурська модрина.

## Фауна
У фауні лісотундри присутні різні види лемінгів, північні олені, песці, куріпки— біла і тундрова, полярна сова і велика різноманітність перелітних, водоплавних і дрібних горобцеподібних, що селяться у чагарниках, птахів. Лісотундра — цінне оленяче пасовище і мисливські угіддя.

## Охорона лісотундри
Для охорони та вивчення природних ландшафтів лісотундри створені заповідники і національні парки, в тому числі Таймирський заповідник. Оленярство і мисливство — традиційні заняття корінного населення, що використовує до 90 % території під оленячі пасовища.